# Енциклопедія Титаніка
Енциклопедія Титаніка (англ. Encyclopedia Titanica) — англомовна спеціалізована інтернет-енциклопедія, яка містить найбільший об'єм інформації і даних, пов'язаних із судном «RMS Titanic». Перебуває у режимі постійного доповнення. Вебсайт заснований на некомерційній основі. Ресурс є базою даних біографій пасажирів та членів екіпажу «Титаніка», графічної інформації та статей, які подані істориками та дослідниками історії судна.

## Історія
Енциклопедія заснована та запущена у вересні 1996 року Філіпом Хіндом. До березня 1999 року в базу ресурсу поміщено 600 000 статей. Нині сайт є найповнішим інформаційно-дослідницьким ресурсом, пов'язаним з історією «Титаніка».

## Опис
«Енциклопедія Титаніка» містить широкий спектр інформації про судно, його пасажирів і членів екіпажу, історій та різних предметів, пов'язаних із судном, тощо. Кожен пасажир та член екіпажу має окремий профіль, що містить щонайменше біографічні дані. Чимало з них містять детальні біографії, фотоматеріали та сучасні оновлені відомості. Сайт містить оригінальні дослідження професійних науковців та звичайних дослідників-аматорів історії «Титаніка».
Ресурс також містить активну дошку повідомлень — з листопада 2012 року — понад 11 700 членів та 300 000 повідомлень.